# Алышанов, Шириндил Гасан оглы
Шириндил Гасан оглы Алышанов (Алышанлы; 28 октября 1952, с. Ахмедли, Азербайджанская ССР — 14 марта 2024) — советский, азербайджанский филолог; доктор филологических наук, заведующий отделом «Литература XX века» Института литературы им. Низами НАН Азербайджана.

## Жизнь
Окончил среднюю школу в Баку, в 1975 году — филологический факультет Азербайджанского государственного университета по курсу теории литературной критики.
В 1976—1987 годах работал в Институте литературы им. Низами Национальной Академии наук Азербайджана — научный сотрудник, учёный секретарь института, заведующий отделением. В 1977—1980 годах работал в Отделе теории литературы Института мировой литературы им. М. Горького АН СССР.
С 1990 года — директор издательства «Сабах», в 1993—1998 годах — главный редактор газеты «Элм»(«Наука»). в 1997—2013 годах — директор редакционно-издательского и полиграфического центра «Элм» («Наука») НАН Азербайджана. Редактор журнала «Наука и жизнь», ответственный секретарь журнала «Доклады» Национальной Академии наук Азербайджана.
В 1998—2003 годах заведовал отделом исторической поэтики Института литературы им. Низами и до своей смерти заведовал отделом азербайджанской литературы XX века (советский период).
Член Независимой академии эстетики и свободных искусств (по отделению эстетики, теории культуры, литературоведения, искусствознания).
Умер 14 марта 2024 года в возрасте 71 года. Церемония прощания состоялось 15 марта в 10:00 в мечети Тазапир.

## Научная деятельность
В 1981 году защитил кандидатскую диссертацию по проблемам романтизма (руководитель — Юрий Борев), затем — докторскую диссертацию по теме «Теоретико-методологические проблемы азербайджанского литературоведения». Профессор.

### Избранные труды
- Азербайджанское литературоведение: современные теоретико-методологические проблемы Архивная копия от 21 октября 2012 на Wayback Machine. — 2009.
- Границы литературно-художественной мысли. — Баку: Сабах, 2010. 22,5 п.л.
- Историзм и современность теоретической мысли. — Баку: Элм, 2012. 24 п.л.
- Проблема романтизма и её освещение в азербайджанском советском литературоведении : Автореф. дис. … канд. филол. наук. — Баку, 1981. — 21 с.
- Романтизм: споры, истины (на русск. яз.). — Баку: Элм, 2000. 11,3 п.л.
- Современное гуманитарное мышление и азербайджанское литературоведение. — Баку: Элм, 2011. 23 п.л.
- Эстетическая память слова. — Баку: Элм, 1994. 12 п.л.